# Karl Heinz Fasol
Karl Heinz Fasol (* 29. Januar 1927 in Wien; † 25. November 2018) war ein österreichischer Maschinenbauingenieur und Professor für Regelungstechnik. Er gehörte zugleich zu den Pionieren der Steuerungstechnik.

## Werdegang
Karl Heinz Fasol wurde 1927 in Wien geboren. Hier besuchte er von 1933 bis 1943 eine Volksschule und ein Realgymnasium.
Unmittelbar danach wurde er als Flakhelfer eingesetzt, dann zur Wehrmacht einberufen und geriet in Kriegsgefangenschaft, aus der er 1945 entlassen wurde. Nach Kriegsende war er zunächst ein Jahr lang in der Industrie tätig.
1946 begann er an der Technischen Universität Wien  ein Studium des Maschinenbaus, das er 1951 mit dem akademischen Grad Diplom-Ingenieur abschloss. Er gehörte damit zur ersten Nachkriegsgeneration, aus der später auch bekannte Wissenschaftler und Professoren hervorgegangen sind. Aufgrund seiner herausragenden Leistungen wurde ihm nach dem Studium eine Stelle als wissenschaftlicher Assistent angeboten.
Der Berufseinstieg von Karl Heinz Fasol begann also im Jahre 1951 an der TU Wien. Hier erfolgte auch 1955 seine Promotion zum Dr. techn. Er arbeitete nach seiner Assistentenzeit zunächst weiter als Oberassistent und erwarb 1966 seine Habilitation sowie seine Lehrbefähigung venia legendi für das Gebiet Regelungstechnik im Maschinenbau. Im Anschluss an seine Habilitation wurde er als Hochschuldozent an der TU Wien berufen.

## Professor für Regelungstechnik und Steuerungstechnik
Im Jahre 1969 bekam er eine Berufung als Professor an die Ruhr-Universität Bochum (RUB), Fakultät für Maschinenbau. Hier gründete er den Lehrstuhl für Mess- und Regelungstechnik und besorgte dessen zügigen Aufbau hinsichtlich der spezifischen Lehre und schrittweise auch der zugehörigen Forschung für das Profil Maschinenbau. Dabei integrierte er – angestoßen durch die praktischen Aufgabenstellungen des Maschinenbaus – zunehmend auch das Gebiet Steuerungstechnik. Dies führte später in aller Konsequenz zur Umbenennung in Lehrstuhl für Regelungssysteme und Steuerungstechnik. Somit wurde Fasol zu einem der Pioniere der Steuerungstechnik im deutschsprachigen Raum, zu denen weiterhin Günther Schmidt in München sowie Siegfried Pilz in Dresden (später Ilmenau) und Hans-Joachim Zander in Dresden zählen.
In den Jahren 1973 und 1974 wirkte Fasol als Dekan der Fakultät für Maschinenbau und wurde gleichzeitig als Mitglied des akademischen Senats bestellt. Anschließend war er bis 1975 als Prodekan tätig. Hieran schloss sich sein Vorsitz des Diplomprüfungsausschusses der Fakultät für Maschinenbau an, den er bis 1978 innehatte.
Im Zeitraum 1987 bis 1995 wirkte er als Rektoratsbeauftragter für die Partnerschaft mit der Texas A&M University, College Station, Texas. Er war Beauftragter für den Wissenschaftler- und Studentenaustausch. Während dieser Zeit war er von 1989 bis 1992 dort Mitglied der Graduate Faculty, Texas A&M University.
Fasol entwickelte das von ihm vertretene Fachgebiet ständig weiter, sodass er schließlich die Gründung des „Instituts für Automatisierungstechnik“ an der RUB vollzog. Einen 1972 erhaltenen Ruf an die TU Graz lehnte er ab. Ebenso lehnte er einen Ruf an die TU Wien zur Gründung eines Lehrstuhls für Regelungstechnik im Maschinenbau ab. Dieser Ruf erging sodann an Peter Jörgl, assoc. Professor der Arizona State University, zuvor langjähriger Gründungs-Mitarbeiter am Lehrstuhl von Fasol in Bochum.
Zum 1. März 1992 erfolgte die Emeritierung von Fasol, jedoch war er mangels Nachfolger noch weitere 5 Jahre bis zum Ende des Wintersemesters 1996/97 mit der Weiterführung aller Lehrveranstaltungen und der Geschäftsführung des Lehrstuhls beauftragt.

## Gastprofessuren und Gastvorträge
- In den Jahren 1969 bis 1975 war Fasol zugleich ständiger Gastprofessor an der TU Wien zur Abhaltung der regelungstechnischen Vorlesungen an der Fakultät für Maschinenbau.
- Laval-Universität Quebec (Gastprofessur 1975)
- University of Southampton (Gastprofessur 1976)
- Cairo University (Gastprofessur 1983)
- TU Sofia (Gastprofessur 1990).

Fasol hat auch viele Gastvorträge an deutschen Universitäten gehalten sowie auch an der Akademie der Wissenschaften der DDR, Berlin (1979, 1981, 1984). Seine zahlreichen Auslandsvorträge führten ihn nach Trondheim, Ottawa, Israel, in die USA, Tokio, Mexiko-Stadt, Linz und Lissabon.

## Forschung und Entwicklung sowie Industrieprojekte
Fasol führte im Rahmen seiner Forschungstätigkeit die Betreuung von 54 Dissertationen und 3 Habilitationsverfahren durch. Er bearbeitete mit seinem Lehrstuhl über 10 DFG-Projekte, darunter auch ein internationales Projekt gemeinsam mit TECHNION, Israel Institute of Technology, Haifa sowie ein Teilprojekt im DFG-Sonderforschungsbereich 117. Gemeinsam mit Daimler-Chrysler Airbus wurde ein Industrie-Projekt in den Jahren 1996–1998 bearbeitet, gefördert durch das Bundesministerium für Bildung und Forschung (BMFT).
Gegenüber der Industrie erbrachte Fasol mit seinem Lehrstuhl Projekt-, Beratungs- und Transferleistungen, die zugleich Impulse für seine praxisorientierte Lehre lieferten sowie für anwendungsnahe Zielstellungen seiner weiterführenden Forschungsprojekte sorgten:
- TAL, Transalpin Pipeline und AWP, Adria Wien Pipeline
- DEMAG, Duisburg: viele Projekte für Off-shore Bohrplattformen und Verdichterstationen
- GHH, Sterkrade: zahlreiche Projekte für Verdichterstationen
- GASUNIE, Groningen: Simulationsstudie und Regelungskonzepte für eine Erdgas-Verdichterstation
- BP Chemicals in Schottland
- ESSO, Köln; VOEST, Linz/Donau: Hard- und Softwareentwicklung eines Turbinenreglers u. a.
- ABB, Mannheim; mehrere EVUs in Österreich und der Schweiz: Regelungstechnische Untersuchungen für Wasserkraftanlagen
- SULZER, Zürich
- VEW, Dortmund
- SAT Wien
- Seit 1988 erfolgte eine enge Zusammenarbeit in zahlreichen Teilprojekten mit DASA-AIRBUS bzw. Daimler-Chrysler AIRBUS in Hamburg. Seine letzten Projekte bezogen sich auf die Steuerung und Überwachung der Sauerstoff- und Grauwassersysteme für das Flugzeug A340 und das Großraumflugzeug A380. Zwei seiner damit befassten Mitarbeiter haben danach ihre Tätigkeit in gehobener Position bei Airbus in Hamburg aufgenommen.

Fasol war für die Deutsche Forschungsgemeinschaft (DFG) und die VW-Stiftung als Gutachter tätig.
Fasol leitete die Organisation mehrerer Tagungen und war zugleich Mitglied von internationalen Programmkomitees zahlreicher internationaler Kongresse und Symposien, u. a. des 2. IFAC-Symposiums „Discrete Systems“ 1977 in Dresden unter dem Vorsitz von Hans-Joachim Zander. Auch entwickelten sich zwischen Fasol und seinen Mitarbeitern sowie Zander seit den 1970er Jahren sehr enge Beziehungen, die sich in gegenseitigen Arbeitsbesuchen und in der Mitwirkung an Tagungen in Dresden und Bochum äußerten.
Fasol erbrachte auch eigenständige Forschungen und Publikationen zur Technikgeschichte, insbesondere zu seinem Fachgebiet Regelungstechnik, dann zum Leben und Wirken von Hermann Schmidt  als dem ersten Lehrstuhlinhaber für Regelungstechnik im deutschsprachigen Raum an der TH Berlin-Charlottenburg sowie zum Umfeld von Ludwig Boltzmann mit den weltbekannten Wissenschaftlern James Clerk Maxwell, Ernst Mach und Wilhelm Ostwald.
Insgesamt sind aus der Arbeit von Fasol neben 12 Fachbüchern mehr als 120 wissenschaftliche Veröffentlichungen in Fachzeitschriften und Kongressbeiträgen entstanden, die er teilweise gemeinsam mit seinen Mitarbeitern hervorgebracht hat.
Fasol wurde mit dem Innovationspreis der Ruhr-Universität ausgezeichnet, gemeinsam mit dem Industrieunternehmen GHH Sterkrade.

## Mitgliedschaften (Auswahl)
- 1993–1999 International Federation of Automatic Control (IFAC), Chairman des „Technical Committee for Control Engineering Education“
- 1999–2002 IFAC, Vice-chairman des Technical Committee (TC)
- Mitglied mehrerer Komitees der IFAC
- Institute of Electrical and Electronics Engineers (IEEE), Senior Member
- Verein Deutscher Ingenieure (VDI)
- Mitglied mehrerer Ausschüsse der VDI/VDE-Gesellschaft Mess- und Automatisierungstechnik (GMA)
- Elektrotechnischer Verein Österreichs (EVÖ)
- Rotary International.

## Privates
Fasol war mit Ilse-Maria Fasol-Boltzmann (1927–2021) verheiratet. Seine Frau war die Enkelin des bekanntesten österreichischen Physikers und Philosophen Ludwig Boltzmann (1844–1906). Sie war zugleich wissenschaftliche Nachlassverwalterin ihres Großvaters sowie hierzu Herausgeberin von Schriften und Gedenkbänden.

## Veröffentlichungen (Auswahl)
- mit Ferdinand Schulz: Wasserstrahlpumpen zur Förderung von Flüssigkeiten. Springer Verlag, Wien 1958.
- Die Frequenzkennlinien. Eine Einführung in die Grundlagen des Frequenzkennlinien-Verfahrens und dessen Anwendungen in der Regelungstechnik. Springer Verlag, Wien / New York 1968.
- mit Werner Hübl und Peter Shimon Vingron: Statische pneumatische Logiksysteme – Beschreibung und Vergleich. 2. Auflage. Kohlhammer Verlag, Stuttgart / Berlin / Köln / Mainz, 1972, ISBN 3-408-53502-7.
- mit Peter Shimon Vingron: Synthese industrieller Steuerungen – kombinatorische Schaltungen, Speicherschaltungen, asynchrone sequentielle Schaltungen. Oldenbourg Verlag, München 1975, ISBN 3-486-34641-5.
- als Hrsg.: Industrielle Steuerungstechnik. Springer Verlag, Wien 1979.
- Binäre Steuerungstechnik. Springer Verlag, Berlin / Heidelberg / New York / London / Paris / Tokyo 1988, ISBN 3-540-50026-X.
- mit K. Diekmann Hrsg.: Simulation in der Regelungstechnik. Springer Verlag, Berlin / Heidelberg / New York / London / Paris / Tokyo 1990, ISBN 3-540-52942-X.
- Regelungstechnik von den Anfängen bis heute (Abschiedsvorlesung). Schriftenreihe des Lehrstuhls für Regelungssysteme und Steuerungstechnik, Fakultät für Maschinenbau, Heft 42. Ruhr-Universität, Bochum 1994.
- Hermann Schmidt, Naturwissenschaftler und Philosoph – Pionier der Allgemeinen Regelkreislehre in Deutschland. In: Automatisierungstechnik, München. Jg. 49, Nr. 3, 2001, S. 138–144.
- Maxwell und Boltzmann (Kapitel 3) und Mach, Ostwald und Boltzmann (Kapitel 4). In: Ilse Maria Fasol-Boltzmann, Gerhard Ludwig Fasol (Hrsg.): Ludwig Boltzmann (1844–1906) – Zum Hundertsten Todestag. Springer Verlag, Wien / New York 2006, ISBN 3-211-33140-9.